# 替身 (鬼魂)
替身，俗稱替死鬼，閩南、臺灣稱交替。在道教、中國民間信仰中，枉死的鬼魂，為了能再投胎轉世，必須找一個頂替自己的人，並使之身亡，稱為「替身」。 如清朝袁枚《續子不語》：李生夜讀，家臨水次，聞鬼語：「明日某來渡水。此，我替身也。」至次日果有人來渡。李力阻之，其人不渡而去。夜，鬼來，責之曰：「與汝何事？而使我不得替身？」
唐代戴孚的作品《广异记》有替死鬼的故事。

## 參看
- 替身
- 倀
- 中国妖怪列表